# Tylko ty możesz uratować ludzkość
Tylko ty możesz uratować ludzkość (tyt. oryg. Only You Can Save Mankind) – powieść Terry’ego Pratchetta adresowana do młodszych czytelników, wydana w 1992 roku (tłumaczenie wydania polskiego Jarosław Kotarski). Jest to pierwsza z książek składających się na cykl opowiadań o Johnnym Maxwellu.
W powieści po raz pierwszy spotykamy się z Johnnym – nastoletnim chłopcem mieszkającym w małym angielskim miasteczku. Johnny wiedzie spokojne życie aż do czasu, gdy kosmici z komputerowej gry Tylko ty możesz uratować ludzkość postanawiają zmienić reguły i dla odmiany zamiast walczyć, chcą się poddać. A ponieważ tylko Johnny zwraca uwagę na ich dziwaczne zachowanie i przyjmuje kapitulacje, tym samym staje się Wybrańcem i musi zapewnić kosmitom spokojny przelot przez granicę świata gry.